# نخل زینتی چتری (سرده)
نخل زینتی چتری (نام علمی: Howea) نام یک سرده از تیره نخل است.